# Come Sail Away - The Styx Anthology
Come Sail Away – The Styx Anthology is een album van Styx. Het album is uitgebracht op 4 mei 2004.
Het is een compilatie waar meerdere singles op staan verwerkt.
Dit album bevat twee cd's. De eerste cd begint meer met de oude nummers van Styx in tegenstelling tot de tweede cd waar de meest recente nummers op staan.
In 2006 werd dit album tot GOLD omgedoopt.

## Nummers

### Cd 1
1. "Best Thing" (Dennis DeYoung, James Young) – 3:15
2. "You Need Love" (DeYoung) – 3:44
3. "Lady" (DeYoung) – 2:58
4. "Winner Take All" (DeYoung, Lofrano) – 3:05
5. "Rock and Roll Feeling" (John Curulewski, Young) – 3:02
6. "Light Up" (DeYoung) – 4:21
7. "Lorelei" (DeYoung, Young) – 3:23
8. "Prelude 12" (Curulewski) – 1:20
9. "Suite Madame Blue" (DeYoung) – 6:33
10. "Shooz" (Tommy Shaw, Young) – 4:47
11. "Mademoiselle" (DeYoung, Shaw) – 4:00
12. "Crystal Ball" (Shaw) – 4:34
13. "The Grand Illusion" (DeYoung) – 4:37
14. "Fooling Yourself (The Angry Young Man)" (Shaw) – 5:31
15. "Come Sail Away" (DeYoung) – 6:05
16. "Miss America" (Young) – 4:58
17. "Man in the Wilderness (extended version)" (Shaw) – 6:57

### Cd 2
Op cd 2 staan recentere nummers dan op cd 1.
1. "Blue Collar Man (Long Nights)" (Shaw) – 4:06
2. "Sing for the Day" (Shaw) – 4:57
3. "Renegade" (Shaw) – 4:13
4. "Pieces of Eight" (DeYoung) – 4:45
5. "Lights" (DeYoung, Shaw) – 4:38
6. "Babe" (DeYoung) – 4:27
7. "Borrowed Time" (DeYoung, Shaw) – 4:59
8. "Boat on the River" (Shaw) – 3:13
9. "A.D. 1928" (DeYoung) – 1:07
10. "Rockin' the Paradise" (DeYoung, Young, Shaw) – 3:35
11. "Too Much Time on My Hands" (Shaw) – 4:33
12. "The Best of Times" (DeYoung) – 4:19
13. "Snowblind" (Young, DeYoung) – 4:59
14. "Mr. Roboto" (DeYoung) – 5:28
15. "Love Is the Ritual" (Glen Burtnik, Plinky Giglio) – 3:49
16. "Show Me the Way" (DeYoung) – 4:37
17. "Dear John" (Shaw) – 3:04
18. "One with Everything" (Burtnik, Gowan, Shaw, Sucherman, and Young) – 5:56

## Personeel en medewerkers aan het album
- John Curulewski – gitaar, tekst
- Dennis DeYoung – keyboards, tekst
- Chuck Panozzo – basgitaar, tekst
- John Panozzo – drums, tekst
- James Young – gitaar, tekst
- Tommy Shaw – akoestische gitaar, gitaar, elektrische gitaar, tekst
- Glen Burtnik – gitaar, tekst
- Todd Sucherman – drums, tekst